# 博勞淵之戰
博勞淵之戰是大坂冬之陣其中一場战役。德川軍進攻大坂城以西的博勞淵。而守方的薄田兼相當時在遊女屋(妓院)而不在戰場。德川軍輕鬆攻取博勞淵砦。戰後薄田兼相被譏為「橙武者」。

#### 概況
豐臣方面自11月19日的木津川口砦陷落後，只能在木津川沿岸博勞淵（現在的大阪市西區立賣堀附近，西長堀站的北側）築砦，由薄田兼相率兵700守備。
對此，德川家康打算用大筒（轻型火炮）轰击砦，命令水野勝成和永井直勝在狗子島（木津川的中洲，現在的江之子島）築起了塹壕，並於11月28日完成，水野向家康報告完工，消息被蜂須賀至鎮的家臣聽到。蜂須賀在攻佔木津川口砦後也駐紮於此，並想與水野搶功，於是向家康進言「為防止博勞淵的守軍躲在荻草後攻擊我軍，必須先收割附近一帶的荻草」（打算以此為藉口攻占砦）。
然而，家康命令石川忠總收割荻草。石川收割荻草之後，順勢佔領狗子島南面的葦島（木津川的中洲），以牽制博勞淵的守軍，蜂須賀亦著手準備攻擊。
11月29日，石川軍於拂曉進攻，不過由於滿潮不能渡河，於是向九鬼守隆借3艘船，繞道狗子島的北方，對砦展開攻擊，蜂須賀軍同時從南方進攻。
薄田兼相由於前一晚就逗留在游女屋不在陣地，守軍因缺乏統制而陣地失陷。守將平子正貞向葦塘方向潛逃，但被池田忠雄的家臣捕獲討取。